# Nanowar of Steel
Nanowar of Steel (dříve Nanowar) je italská power/heavy metalová skupina. Kapela se snaží svojí tvorbou ironizovat heavy metalovou scénu, zaměřují se na parodování známých kapel jako jsou především Manowar, dále Iron Maiden, Rhapsody of Fire či Metallica.
Zpočátku se skupina jmenovala jen Nanowar, nicméně v reakci na změnu jména jedné z parodovaných kapel (Rhapsody na Rhapsody of Fire) se přejmenovali na Nanowar of Steel.
Všechny alba a písně kapely jsou vydány pod licencí Creative Commons BY-NC-SA 2.0, která umožňuje bezplatné používání materiálu pro nekomerční účely a umožňuje distribuce odvozených děl za předpokladu, že jsou vydány stejnou licencí.

## Sestava
- Potowotominimak- zpěv
- Gattopanceri666 – kytara, baskytara
- Mohammed Abdul – kytara, klávesy
- Uinona Raider – bicí, kytara

## Diskografie
- True Metal of the World – Demo CD – 2003
- Triumph of True Metal of Steel – Demo CD – 2003
- Other Bands Play, Nanowar Gay! – 2005
- Made In Naples- 2CD Live- 2007
- Into Gay Pride Ride – 2010
- A Knight At The Opera – 2014

### Videoklipy
- True metal of Steel